# A Pécsi Mecsek FC 2012–2013-as szezonja
A Pécsi Mecsek FC 2012–2013-as szezonja szócikk a Pécsi Mecsek FC első számú férfi labdarúgócsapatának egy idényéről szól, mely sorozatban a 2., és összességében a 48. idénye a csapatnak a magyar első osztályban. A klub fennállásának ekkor volt a 62. évfordulója.

## Statisztikák
Utolsó elszámolt mérkőzés dátuma: 2013. június 1.

### Mérkőzések
| Lejátszott mérkőzések száma          | 42 (30 OTP Bank Liga, 2 Magyar kupa, 10 Ligakupa)     |
| Győzelmek száma                      | 15 (10 OTP Bank Liga, 1 Magyar kupa, 4 Ligakupa)      |
| Döntetlenek száma                    | 10 (7 OTP Bank Liga, 0 Magyar kupa, 3 Ligakupa)       |
| Vereségek száma                      | 17 (13 OTP Bank Liga, 1 Magyar kupa, 3 Ligakupa)      |
| Szerzett gólok száma                 | 58                                                    |
| Kapott gólok száma                   | 63                                                    |
| Gólkülönbség                         | –5                                                    |
| Sárga lapok                          | 110                                                   |
| Kiállítások                          | 10                                                    |
| Legtöbbet figyelmeztetett játékos    | Zoran Zeljkovič (11 , 1 )                             |
| Legnagyobb arányú győzelem otthon    | Pécsi MFC 2–0 Paksi FC (2012. 12. 05.)                |
| Legnagyobb arányú győzelem otthon    | Pécsi MFC 2–0 Lombard Pápa (2013. 04. 13.)            |
| Legnagyobb arányú győzelem idegenben | Csorna 1–5 Pécsi MFC (2012. 09. 26.)                  |
| Legnagyobb arányú vereség            | Debreceni VSC 4–1 Pécsi MFC (2013. 03. 10.)           |
| Legnagyobb arányú vereség            | Pécsi MFC 0–3 Budapest Honvéd (2013. 04. 28.)         |
| Legmagasabb hazai nézőszám           | 5 000 néző, Pécsi MFC 0–0 Ferencváros (2012. 08. 04.) |
| Legalacsonyabb hazai nézőszám        | 70 néző, Pécsi MFC 2–0 Paksi FC (2012. 12. 05.)       |
| Legtöbbször pályára lépett játékos   | Wittrédi Dávid (37 mérkőzés)                          |
| Házi gólkirály                       | Miroslav Grumić (10 )                                 |
| Pontok                               | 55/126 (44,44%)                                       |

### Kiírások
| Kiírás        | Statisztikák | Statisztikák | Statisztikák | Statisztikák | Statisztikák | Statisztikák | Kezdő forduló | Végső forduló/ helyezés | Mérkőzések dátumai | Mérkőzések dátumai |
| Kiírás        | M            | GY           | D            | V            | LG–KG        | GK           | Kezdő forduló | Végső forduló/ helyezés | Első               | Utolsó             |
| ------------- | ------------ | ------------ | ------------ | ------------ | ------------ | ------------ | ------------- | ----------------------- | ------------------ | ------------------ |
| OTP Bank Liga | 30           | 10           | 7            | 13           | 33–44        | –11          | —             |                         | 2012. 07. 28.      | 2013. 06. 01.      |
| Magyar kupa   | 2            | 1            | 0            | 1            | 6–3          | +3           | 2. forduló    | 3. forduló              | 2012. 09. 26.      | 2012. 10. 31.      |
| Ligakupa      | 10           | 4            | 3            | 3            | 19–16        | +3           | Csoportkör    | Elődöntő                | 2012. 09. 05.      | 2013. 03. 24.      |

## Mérkőzések
| Színmagyarázat | Színmagyarázat |
| -------------- | -------------- |
|                | Győzelem.      |
|                | Döntetlen.     |
|                | Vereség.       |

### OTP Bank Liga 2012–13

#### Őszi fordulók
| 1. forduló 2012. július 28. 17:00 |

| Paksi FC                                             | 2 – 3               | Pécsi MFC                                                                  |
| ---------------------------------------------------- | ------------------- | -------------------------------------------------------------------------- |
| Simon 37' Heffler 71' Báló 63' Fiola 65' Kulcsár 76' | (1 – 2) Jegyzőkönyv | Wittrédi 31' Grumić 36' Zeljkovič 90+2' Uzoma 47' Demjén 53' Horváth 90+2' |

| Fehérvári úti stadion, Paks Nézőszám: 1 000 Játékvezető: Becséri Dániel (magyar) |

| 2. forduló 2012. augusztus 4. 20:45 |

| Pécsi MFC               | 0 – 0               | Ferencváros        |
| ----------------------- | ------------------- | ------------------ |
| Wittrédi 12' Lantos 60′ | (0 – 0) Jegyzőkönyv | Klein 11' Grúz 16' |

| PMFC Stadion, Pécs Nézőszám: 5 000 Játékvezető: Fábián Mihály (magyar) |

| 3. forduló 2012. augusztus 12. 17:00 |

| MTK Budapest | 0 – 0               | Pécsi MFC                                           |
| ------------ | ------------------- | --------------------------------------------------- |
|              | (0 – 0) Jegyzőkönyv | Zeljković 24' Krejci 45' Szatmári 73' Okoronkwo 90' |

| Hidegkuti Nándor Stadion, Budapest Nézőszám: 1 000 Játékvezető: Kassai Viktor (magyar) |

| 4. forduló 2012. augusztus 18. 18:30 |

| Pécsi MFC                              | 2 – 3               | Debreceni VSC                                                                                 |
| -------------------------------------- | ------------------- | --------------------------------------------------------------------------------------------- |
| Okoronkwo 47' 40' Krejčí 60' Akran 64' | (0 – 0) Jegyzőkönyv | Coulibaly 70' (11-esből) 74' 79' Nagy 43' Rezes 44' Bouadla 53' Szakály 73' Spitzmüller 90+1' |

| PMFC Stadion, Pécs Nézőszám: 4 000 Játékvezető: Andó-Szabó Sándor (magyar) |

| 5. forduló 2012. augusztus 25. 16:00 |

| Kaposvári Rákóczi                                                   | 1 – 1               | Pécsi MFC                                             |
| ------------------------------------------------------------------- | ------------------- | ----------------------------------------------------- |
| Haruna 90+3' Bank 33′ Vručina 54′ Okuka 62' Kovács 89' Jammeh 90+3' | (0 – 1) Jegyzőkönyv | Wittrédi 34' (11-esből) 54' Akran 12' Zeljkovič 90+5′ |

| Rákóczi Stadion, Kaposvár Nézőszám: 2 500 Játékvezető: Farkas Ádám (magyar) |

| 6. forduló 2012. augusztus 31. 17:00 |

| Pécsi MFC     | 0 – 1               | Kecskeméti TE                                           |
| ------------- | ------------------- | ------------------------------------------------------- |
| Okoronkwo 62' | (0 – 0) Jegyzőkönyv | Balázs 83' Pekár 32' Patvaros 38' Vaskó 70' Pereira 71' |

| PMFC Stadion, Pécs Nézőszám: 2 000 Játékvezető: Iványi Zoltán (magyar) |

| 7. forduló 2012. szeptember 16. 16:30 |

| Győri ETO                                                        | 1 – 0               | Pécsi MFC                                                        |
| ---------------------------------------------------------------- | ------------------- | ---------------------------------------------------------------- |
| Koltai 35' (11-esből) Střeštík 39' Kronaveter 42' Pilibaitis 78' | (1 – 0) Jegyzőkönyv | Grumić 26' Čaušić 34' Wittrédi 48' Stoimirović 62' Zeljkovič 75' |

| ETO Park, Győr Nézőszám: 3 500 Játékvezető: Németh Ádám (magyar) |

| 8. forduló 2012. szeptember 22. 18:30 |

| Lombard Pápa          | 1 – 2               | Pécsi MFC                                                |
| --------------------- | ------------------- | -------------------------------------------------------- |
| Benko 90' Marić 90+3' | (0 – 1) Jegyzőkönyv | Krejci 9' Bajzát 84' Panikvar 10' Wittrédi 60' Uzoma 63' |

| Perutz Stadion, Pápa Nézőszám: 1 300 Játékvezető: Berger József (magyar) |

| 9. forduló 2012. szeptember 30. 18:30 |

| Pécsi MFC           | 1 – 3               | Újpest                                                         |
| ------------------- | ------------------- | -------------------------------------------------------------- |
| Grumić 5' Akran 14' | (1 – 2) Jegyzőkönyv | Simon 6' Kabát 43' Vasiljević 72' Antón 85' Stanisavljević 90' |

| PMFC Stadion, Pécs Nézőszám: 3 000 Játékvezető: Solymosi Péter (magyar) |

| 10. forduló 2012. október 5. 17:00 |

| Budapest Honvéd     | 0 – 1               | Pécsi MFC                             |
| ------------------- | ------------------- | ------------------------------------- |
| Hidi 36' Baráth 54′ | (0 – 1) Jegyzőkönyv | Okoronkwo 9' 65' Krejci 60' Uzoma 74' |

| Bozsik József Stadion, Budapest Nézőszám: 1 500 Játékvezető: Oláh Gábor (magyar) |

| 11. forduló 2012. október 20. 18:30 |

| Pécsi MFC                              | 0 – 0               | Egri FC                |
| -------------------------------------- | ------------------- | ---------------------- |
| Zeljkovič 30' Okoronkwo 38' Bodnár 40' | (0 – 0) Jegyzőkönyv | Farkas 40' Preklet 51' |

| PMFC Stadion, Pécs Nézőszám: 1 500 Játékvezető: Pánczél Krisztián (magyar) |

| 12. forduló 2012. október 27. 16:00 |

| Haladás                                          | 1 – 1               | Pécsi MFC                                                           |
| ------------------------------------------------ | ------------------- | ------------------------------------------------------------------- |
| Kenesei 84' (11-esből) 88' Rajos 66' Kulcsár 72' | (0 – 0) Jegyzőkönyv | Čaušić 75' Bodnár 24' Zeljkovič 43' Krejci 84' Demjén 86' Uzoma 88' |

| Rohonci út, Szombathely Nézőszám: 4 500 Játékvezető: Vad II. István (magyar) |

| 13. forduló 2012. november 3. 16:00 |

| Pécsi MFC                                             | 2 – 1               | BFC Siófok                           |
| ----------------------------------------------------- | ------------------- | ------------------------------------ |
| Bajzát 30' 64' Okoronkwo 79' Demjén 86′ Zeljkovič 90' | (1 – 1) Jegyzőkönyv | Pál 17' Mogyorósi 66′ Zamostny 90+2' |

| PMFC Stadion, Pécs Nézőszám: 1 200 Játékvezető: Szőts Gergely (magyar) |

| 14. forduló 2012. november 9. 17:00 |

| Diósgyőr                                                   | 1 – 1               | Pécsi MFC                                          |
| ---------------------------------------------------------- | ------------------- | -------------------------------------------------- |
| Luque 88' (11-esből) 24' Fernando 64' Hanek 71' Rudolf 90' | (0 – 0) Jegyzőkönyv | Wittrédi 66' Okoronkwo 79' Panikvar 86' Grumić 87' |

| DVTK-stadion, Miskolc Nézőszám: 5 000 Játékvezető: Kassai Viktor (magyar) |

| 15. forduló 2012. november 17. 18:30 |

| Pécsi MFC                           | 0 – 0               | Videoton                            |
| ----------------------------------- | ------------------- | ----------------------------------- |
| Akran 32' Horváth 54' Zeljkovič 61' | (0 – 0) Jegyzőkönyv | Sándor 35' Brachi 63' Torghelle 78' |

| PMFC Stadion, Pécs Nézőszám: 3 500 Játékvezető: Andó-Szabó Sándor (magyar) |

| 16. forduló 2012. november 23. 19:00 |

| Pécsi MFC                                                          | 1 – 3               | Paksi FC                                                 |
| ------------------------------------------------------------------ | ------------------- | -------------------------------------------------------- |
| Bajzát 90' Grumić 36' Uzoma 53' Dibusz 80' Demjén 89′ Lantos 90+2' | (0 – 2) Jegyzőkönyv | Eppel 34' 69' Kulcsár 38' Fiola 51' Báló 89' Vayer 90+2' |

| PMFC Stadion, Pécs Nézőszám: 3 000 Játékvezető: Veizer Roland (magyar) |

| 17. forduló 2012. december 2. 18:30 |

| Ferencváros                                            | 3 – 2               | Pécsi MFC                                                    |
| ------------------------------------------------------ | ------------------- | ------------------------------------------------------------ |
| Böde 70' 90+4' Perić 78' Józsi 44' Otten 68' Bönig 89' | (0 – 1) Jegyzőkönyv | Wittrédi 39' Bajzát 48' 50' Akran 44' Bodnár 53' Horváth 82' |

| Albert Flórián Stadion, Budapest Nézőszám: 5 588 Játékvezető: Farkas Ádám (magyar) |

#### Tavaszi fordulók
| 18. forduló 2013. március 1. 17:00 |

| Pécsi MFC                                                        | 2 – 1               | MTK Budapest                  |
| ---------------------------------------------------------------- | ------------------- | ----------------------------- |
| Zeljkovič 8' 40' Grumić 25' Horváth 67' Čaušić 90' Horváth 90+1' | (2 – 1) Jegyzőkönyv | Ladányi 36' Kanta 9' Vass 58' |

| PMFC Stadion, Pécs Nézőszám: 2 500 Játékvezető: Solymosi Péter (magyar) |

| 19. forduló 2013. március 10. 18:30 |

| Debreceni VSC                                                                | 4 – 1               | Pécsi MFC                                                       |
| ---------------------------------------------------------------------------- | ------------------- | --------------------------------------------------------------- |
| Pölöskey 31' Sidibe 64' 89' Szakály 84' (11-esből) Korhut 70' Luis Ramos 80' | (1 – 1) Jegyzőkönyv | Grumić 15' Zeljkovič 23' Akassou 47' Lázár 58′, 75′ Horváth 83′ |

| Oláh Gábor utca, Debrecen Nézőszám: 3 000 Játékvezető: Németh Ádám (magyar) |

| 20. forduló 2013. április 9. 16:00 |

| Pécsi MFC                    | 0 – 2               | Kaposvári Rákóczi                                             |
| ---------------------------- | ------------------- | ------------------------------------------------------------- |
| Koller 20' Nagy 73' Gaál 83' | (0 – 0) Jegyzőkönyv | Waltner 49' Pavlović 61' Jánvári 38' Okuka 81' Petrazzi 90+1' |

| PMFC Stadion, Pécs Nézőszám: 1 800 Játékvezető: Vad II. István (magyar) |

- Elhalasztott mérkőzés.

| 21. forduló 2013. március 30. 16:00 |

| Kecskeméti TE                               | 0 – 2               | Pécsi MFC                                  |
| ------------------------------------------- | ------------------- | ------------------------------------------ |
| Póti 25' Rajczi 44' Vaskó 67′ Ioseliani 68' | (0 – 0) Jegyzőkönyv | Grumić 56' Simon 82' Čaušić 26' Balogh 52' |

| Széktói Stadion, Kecskemét Nézőszám: 1 000 Játékvezető: Veizer Roland (magyar) |

| 22. forduló 2013. április 5. 19:00 |

| Pécsi MFC                        | 0 – 2               | Győri ETO                                                                |
| -------------------------------- | ------------------- | ------------------------------------------------------------------------ |
| Balogh 32′ Lázár 49' Akassou 60′ | (0 – 2) Jegyzőkönyv | Trajković 12' Kronaveter 29' Střeštík 32′ Kink 52' Kamber 61' Lipták 79' |

| PMFC Stadion, Pécs Nézőszám: 2 000 Játékvezető: Bognár Tamás (magyar) |

| 23. forduló 2013. április 13. 16:00 |

| Pécsi MFC                | 2 – 0               | Lombard Pápa                                  |
| ------------------------ | ------------------- | --------------------------------------------- |
| Čaušić 27' Lázár 67' 73' | (1 – 0) Jegyzőkönyv | Marić 32' Tóth G. 44' Orozco 45′ Dlusztus 80' |

| PMFC Stadion, Pécs Nézőszám: 700 Játékvezető: Iványi Zoltán (magyar) |

| 24. forduló 2013. április 19. 19:00 |

| Újpest                                                          | 4 – 2               | Pécsi MFC                                                                 |
| --------------------------------------------------------------- | ------------------- | ------------------------------------------------------------------------- |
| Kabát 2' 7' (11-esből) Moraes 19' 48' Vasiljević 79' Vermes 35' | (3 – 1) Jegyzőkönyv | Wittrédi 35' (11-esből) Simon 81' Gaál 6' Grumić 26' Lantos 39' Akran 48' |

| Szusza Ferenc Stadion, Budapest Nézőszám: 2 347 Játékvezető: Farkas Ádám (magyar) |

| 25. forduló 2013. április 28. 18:30 |

| Pécsi MFC | 0 – 3               | Budapest Honvéd                                                         |
| --------- | ------------------- | ----------------------------------------------------------------------- |
| Lázár 31' | (0 – 1) Jegyzőkönyv | Lanzafame 20' 51′ Martínez 52' (11-esből) 56' 51' Tandia 25' Vécsei 77' |

| PMFC Stadion, Pécs Nézőszám: 2 460 Játékvezető: Solymosi Péter (magyar) |

| 26. forduló 2013. május 4. 18:30 |

| Egri FC                                                | 2 – 3               | Pécsi MFC                                     |
| ------------------------------------------------------ | ------------------- | --------------------------------------------- |
| Lasimant 14' Gaál 90+1' (öngól) Sztankó 23' Albert 89' | (1 – 2) Jegyzőkönyv | Simon 23' (11-esből) Horváth 45' Wittrédi 63' |

| Ligeti Stadion, Vác Nézőszám: 67 Játékvezető: Becséri Dániel (magyar) |

| 27. forduló 2013. május 11. 16:00 |

| Pécsi MFC                                    | 0 – 2               | Haladás                                 |
| -------------------------------------------- | ------------------- | --------------------------------------- |
| Balogh 61' Simon 62' Grumić 70' Wittrédi 78' | (0 – 0) Jegyzőkönyv | Radó 81' 85' (11-esből) 82' Ugrai 90+2' |

| PMFC Stadion, Pécs Nézőszám: 1 200 Játékvezető: Andó-Szabó Sándor (magyar) |

| 28. forduló 2013. május 18. 16:00 |

| BFC Siófok             | 1 – 0               | Pécsi MFC            |
| ---------------------- | ------------------- | -------------------- |
| Windecker 70' Máté 89' | (0 – 0) Jegyzőkönyv | Nagy 57' Horváth 69' |

| Révész Géza utcai stadion, Siófok Nézőszám: 500 Játékvezető: Oláh Gábor (magyar) |

| 29. forduló 2013. május 27. 18:30 |

| Pécsi MFC                                   | 2 – 1               | Diósgyőr   |
| ------------------------------------------- | ------------------- | ---------- |
| Grumić 1' Szatmári 19' Koller 81' Uzoma 87' | (2 – 0) Jegyzőkönyv | Rudolf 46' |

| PMFC Stadion, Pécs Nézőszám: 600 Játékvezető: Berger József (magyar) |

| 30. forduló 2013. június 1. 18:30 |

| Videoton                                                                    | 1 – 2               | Pécsi MFC                                              |
| --------------------------------------------------------------------------- | ------------------- | ------------------------------------------------------ |
| Nikolics N. 3' Kovács 50' Paraiba 61' Mitrović 70' Szolnoki 80' Stopira 90' | (1 – 0) Jegyzőkönyv | Márkvárt 66' Koller 75' Grumić 18' Lantos 42' Beke 80' |

| Sóstói Stadion, Székesfehérvár Nézőszám: 3 620 Játékvezető: Németh Ádám (magyar) |

#### A végeredmény
| #   | Csapat                | M  | GY | D  | V  | G+ – G– | GK  | P  | Megjegyzések                                   |
| --- | --------------------- | -- | -- | -- | -- | ------- | --- | -- | ---------------------------------------------- |
| 1.  | Győri ETO (B)         | 30 | 19 | 7  | 4  | 57–33   | +24 | 64 | 2013–2014-es Bajnokok Ligája – 2. selejtezőkör |
| 2.  | Videoton (I)          | 30 | 16 | 6  | 8  | 52–24   | +28 | 54 | 2013–2014-es Európa-liga – 1. selejtezőkör     |
| 3.  | Budapest Honvéd (I)   | 30 | 15 | 7  | 8  | 50–36   | +14 | 52 | 2013–2014-es Európa-liga – 1. selejtezőkör     |
| 4.  | MTK BudapestÚ         | 30 | 15 | 6  | 9  | 43–30   | +13 | 51 |                                                |
| 5.  | Ferencváros           | 30 | 13 | 10 | 7  | 51–36   | +15 | 49 |                                                |
| 6.  | Debreceni VSCCV (KGY) | 30 | 14 | 4  | 12 | 47–36   | +11 | 46 | 2013–2014-es Európa-liga – 2. selejtezőkör1    |
| 7.  | Kecskeméti TE         | 30 | 12 | 8  | 10 | 42–42   | 0   | 44 |                                                |
| 8.  | Haladás               | 30 | 11 | 11 | 8  | 36–27   | +9  | 44 |                                                |
| 9.  | Újpest                | 30 | 11 | 8  | 11 | 40–42   | −2  | 41 |                                                |
| 10. | Diósgyőr              | 30 | 9  | 11 | 10 | 31–39   | −8  | 38 |                                                |
| 11. | Kaposvári Rákóczi     | 30 | 10 | 7  | 13 | 35–38   | −3  | 37 |                                                |
| 12. | Pécsi MFC             | 30 | 10 | 7  | 13 | 33–44   | −11 | 37 |                                                |
| 13. | Paksi FC              | 30 | 8  | 11 | 11 | 40–38   | +2  | 35 |                                                |
| 14. | Lombard Pápa          | 30 | 7  | 7  | 16 | 26–46   | −20 | 28 |                                                |
| 15. | BFC Siófok (K)        | 30 | 7  | 4  | 19 | 31–61   | −30 | 25 | NB II                                          |
| 16. | Egri FCÚ (K)          | 30 | 3  | 6  | 21 | 25–67   | −42 | 15 | NB II                                          |

Forrás: MLSZ adatbank 
A rangsorolás alapszabályai: 1. összpontszám, 2. győzelmek száma, 3. gólkülönbség, 4. szerzett gólok száma, 5. egymás elleni eredmények összpontszáma,  6. egymás elleni eredmények gólkülönbsége, 7. egymás elleni eredmények szerzett góljainak száma, 8. egymás elleni eredmények idegenben szerzett góljainak száma.
1 A Debreceni VSC a 2013–14-es Európa-liga 2. selejtezőkörében indulhat, kupagyőztesként.
(B): Bajnokcsapat, (K): Kieső csapat, (F): Feljutó csapat, (I): Kupainduló, (R): A rájátszás győztese, (KGY): Kupagyőztes

#### Eredmények összesítése
Az alábbi táblázatban összesítve szerepelnek a Pécsi Mecsek FC 2012/13-as bajnokságban elért eredményei.
| Ősz/tavasz (forduló)    | Otthon | Otthon | Otthon | Otthon | Otthon | Otthon | Otthon | Idegenben | Idegenben | Idegenben | Idegenben | Idegenben | Idegenben | Idegenben |
| Ősz/tavasz (forduló)    | M      | GY     | D      | V      | LG–KG  | GK     | P      | M         | GY        | D         | V         | LG–KG     | GK        | P         |
| ----------------------- | ------ | ------ | ------ | ------ | ------ | ------ | ------ | --------- | --------- | --------- | --------- | --------- | --------- | --------- |
| Őszi szezon (1–17.)     | 8      | 1      | 3      | 4      | 6–11   | –5     | 6      | 9         | 3         | 4         | 5         | 11–10     | +1        | 13        |
| Tavaszi szezon (18–30.) | 7      | 3      | 0      | 4      | 6–11   | –5     | 9      | 6         | 3         | 0         | 3         | 10–12     | –2        | 9         |
| Összesen (1–30.)        | 15     | 4      | 3      | 8      | 12–22  | –10    | 15     | 15        | 6         | 4         | 8         | 21–22     | –1        | 22        |

#### Helyezések fordulónként
| Forduló  | 1  | 2 | 3 | 4  | 5 | 6  | 7  | 8  | 9  | 10 | 11 | 12 | 13 | 14 | 15 | 16 | 17 | 18 | 19 | 20 | 21 | 22 | 23 | 24 | 25 | 26 | 27 | 28 | 29 | 30 |
| -------- | -- | - | - | -- | - | -- | -- | -- | -- | -- | -- | -- | -- | -- | -- | -- | -- | -- | -- | -- | -- | -- | -- | -- | -- | -- | -- | -- | -- | -- |
| Helyszín | I  | O | I | O  | I | O  | I  | I  | O  | I  | O  | I  | O  | I  | O  | O  | I  | O  | I  | O  | I  | O  | O  | I  | O  | I  | O  | I  | O  | I  |
| Eredmény | GY | D | D | GY | D | V  | V  | GY | V  | GY | D  | D  | GY | D  | D  | V  | V  | GY | V  | V  | GY | V  | GY | V  | V  | GY | V  | V  | GY | GY |
| Helyezés | 4  | 4 | 7 | 10 | 9 | 11 | 12 | 10 | 11 | 10 | 10 | 11 | 10 | 10 | 11 | 14 | 14 | 12 | 13 | 14 | 12 | 13 | 13 | 13 | 13 | 13 | 13 | 13 | 13 | 12 |

Helyszín: O = Otthon; I = Idegenben. Eredmény: GY = Győzelem; D = Döntetlen; V = Vereség.

### Magyar kupa
| 2. forduló 2012. szeptember 26. 15:30 |

| Csorna              | 1 – 5               | Pécsi MFC                                          |
| ------------------- | ------------------- | -------------------------------------------------- |
| Molnár 52' Geri 42' | (0 – 3) Jegyzőkönyv | Bajzát 23' 28' Okoronkwo 39' 73' 56' Zeljkovič 77' |

| Csorna Játékvezető: Kiss Norbert (magyar) |

| 3. forduló 2012. október 31. 12:30 |

| Tiszaújváros                     | 2 – 1               | Pécsi MFC                                                       |
| -------------------------------- | ------------------- | --------------------------------------------------------------- |
| Kovács 41' Dávid 60' Hamar 90+2' | (1 – 0) Jegyzőkönyv | Panikvar 67' 40' Zelenyánszki 34' Horváth 86' Stoimirović 90+2' |

| Tiszaújváros Játékvezető: Farkas Ádám (magyar) |

### Magyar labdarúgó-ligakupa

#### Csoportkör (B csoport)
| 1. forduló 2012. szeptember 5. 16:00 |

| Paksi FC                         | 2 – 1               | Pécsi MFC                                              |
| -------------------------------- | ------------------- | ------------------------------------------------------ |
| Sifter 14' Vayer 53' Heffler 78' | (1 – 1) Jegyzőkönyv | Lantos 9' Akran 30' Okoronkwo 62′ Uzoma 81' Čaušić 89' |

| Fehérvári úti stadion, Paks Nézőszám: 200 Játékvezető: Kovács J. Zoltán (magyar) |

| 2. forduló 2012. szeptember 8. 18:00 |

| Pécsi MFC                                             | 1 – 1               | BFC Siófok                         |
| ----------------------------------------------------- | ------------------- | ---------------------------------- |
| Nagy 78' Panikvar 9' Uzoma 49' Grumić 74' Horváth 79' | (0 – 0) Jegyzőkönyv | Zamostny 51' Windecker 24' Gál 62' |

| PMFC Stadion, Pécs Nézőszám: 300 Játékvezető: Gaál Gyöngyi (magyar) |

| 3. forduló 2012. október 10. 16:00 |

| Vasas                | 1 – 1               | Pécsi MFC                       |
| -------------------- | ------------------- | ------------------------------- |
| Mundi 61' Reidan 45' | (0 – 0) Jegyzőkönyv | Ceolin 88' Károly 43' Gajág 76' |

| Illovszky Rudolf Stadion, Budapest Nézőszám: 300 Játékvezető: Kiss Norbert (magyar) |

| 4. forduló 2012. október 17. 18:00 |

| Pécsi MFC                             | 2 – 1               | Vasas                                |
| ------------------------------------- | ------------------- | ------------------------------------ |
| Stoimirović 1' Szatmári 15' Gajág 87' | (2 – 0) Jegyzőkönyv | Gajág 81' (öngól) Tóth 51' Ferkó 62' |

| PMFC Stadion, Pécs Nézőszám: 300 Játékvezető: Erdős József (magyar) |

| 5. forduló 2012. november 13. 13:00 |

| BFC Siófok               | 1 – 4               | Pécsi MFC                                                          |
| ------------------------ | ------------------- | ------------------------------------------------------------------ |
| Mogyorósi 29' Molnár 81' | (1 – 2) Jegyzőkönyv | Szatmári 6' Okoronkwo 20' Grumić 54' 75' Stoimirović 58' Uzoma 70' |

| Révész Géza utca, Siófok Nézőszám: 200 Játékvezető: Szilasi Szabolcs (magyar) |

| 6. forduló 2012. december 5. 13:00 |

| Pécsi MFC                                                     | 2 – 0               | Paksi FC                                      |
| ------------------------------------------------------------- | ------------------- | --------------------------------------------- |
| Wittrédi 8' 22' Grumić 73' Čaušić 2' Zeljkovič 53' Bodnár 71' | (1 – 0) Jegyzőkönyv | Csernyánszki 5′ Báló 45' Bartha 53' Szabó 61' |

| PMFC Stadion, Pécs Nézőszám: 70 Játékvezető: Oláh Gábor (magyar) |

#### A B csoport végeredménye
| Csapat     | M | Gy | D | V | G+ | G– | Gk | P  |
| ---------- | - | -- | - | - | -- | -- | -- | -- |
| Pécsi MFC  | 6 | 3  | 2 | 1 | 11 | 6  | +5 | 11 |
| Paksi FC   | 6 | 2  | 2 | 2 | 7  | 6  | +1 | 8  |
| Vasas      | 6 | 2  | 1 | 3 | 5  | 9  | –4 | 7  |
| BFC Siófok | 6 | 1  | 3 | 2 | 5  | 7  | –2 | 6  |

#### Negyeddöntő
| Első mérkőzés 2013. február 20. 17:00 |

| Pécsi MFC                                                       | 3 – 2               | Budapest Honvéd                               |
| --------------------------------------------------------------- | ------------------- | --------------------------------------------- |
| Grumić 8' 90′ Wittrédi 77' 89' Zeljkovič 45' Fodor 49' Nagy 51' | (1 – 1) Jegyzőkönyv | Diarra 33' 76' Lanzafame 72' 90' Martínez 35' |

| PMFC Stadion, Pécs Nézőszám: 300 Játékvezető: Vad II. István (magyar) |

| Visszavágó 2013. március 6. 18:00 |

| Budapest Honvéd                                    | 3 – 3               | Pécsi MFC                                                                 |
| -------------------------------------------------- | ------------------- | ------------------------------------------------------------------------- |
| Diarra 18' Živanović 22' Martínez 51' 42' Hidi 28' | (2 – 1) Jegyzőkönyv | Koller 16' 72' Horváth 48' Szatmári 61' Fodor 15' Lantos 36' Wittrédi 85' |

| Bozsik József Stadion, Budapest Nézőszám: 300 Játékvezető: Berger József (magyar) |

Továbbjutott a Pécsi MFC, 6–5-ös összesítéssel.

#### Elődöntő
| 2013. március 21. 17:15 |

| Videoton                                            | 3 – 1               | Pécsi MFC                                          |
| --------------------------------------------------- | ------------------- | -------------------------------------------------- |
| Paraíba 12' Mitrović 19' Nikolics N. 55' Juhász 36' | (2 – 1) Jegyzőkönyv | Vinícius 4' (öngól) Koller 23' Fodor 75' Lázár 77' |

| Sóstói Stadion, Székesfehérvár Nézőszám: 1 000 Játékvezető: Iványi Zoltán (magyar) |

| 2013. március 24. 18:00 |

| Pécsi MFC                | 1 – 2               | Videoton                                                       |
| ------------------------ | ------------------- | -------------------------------------------------------------- |
| Koller 18' Zeljkovič 16' | (1 – 0) Jegyzőkönyv | Nikolics N. 77' Mitrović 90' Álvarez 16' Stopira 55' Gomes 73' |

| PMFC Stadion, Pécs Nézőszám: 1 000 Játékvezető: Erdős József (magyar) |

- Továbbjutott a Videoton, 5–2-es összesítéssel.

### Felkészülési mérkőzések

#### Téli felkészülési mérkőzések
| 2013. január 16. 17:00 |

| Pécsi MFC                            | 3 – 0               | Kozármisleny SE |
| ------------------------------------ | ------------------- | --------------- |
| Fodor 32' Grumić 74' Horváth Zs. 88' | (1 – 0) Jegyzőkönyv |                 |

| Stadion utcai műfüves pálya, Pécs |

| 2013. január 19. |

| Pécsi MFC                                                  | 5 – 2               | Kozármisleny SE |
| ---------------------------------------------------------- | ------------------- | --------------- |
| Horváth Zs. 1' Zeljkovič 11' 41' Márkvárt 33' Frőhlich 87' | (4 – 2) Jegyzőkönyv | Dominic 7' 8'   |

| Stadion utcai műfüves pálya, Pécs |

| 2013. január 23. 18:00 |

| Pécsi MFC                                               | 10 – 0              | Komlói Bányász |
| ------------------------------------------------------- | ------------------- | -------------- |
| Grumić Zeljkovič Horváth Zs. Fodor Nagy Bajzát Márkvárt | (3 – 0) Jegyzőkönyv |                |

| Stadion utcai műfüves pálya, Pécs |

| 2013. január 26. |

| Maribor                         | 2 – 1               | Pécsi MFC                |
| ------------------------------- | ------------------- | ------------------------ |
| Ibraimi 5' (11-esből) Berić 23' | (2 – 0) Jegyzőkönyv | Zeljkovič 78' (11-esből) |

| Lendva |

| 2013. január 30. 18:00 |

| Pécsi MFC                                                     | 6 – 1               | NK Croatia Grabrovnica |
| ------------------------------------------------------------- | ------------------- | ---------------------- |
| Horváth A. 9' Simon 11' 12' Horváth Zs. 44' Fodor 67' Akassou | (4 – 1) Jegyzőkönyv | Jambrusić 32'          |

| Stadion utcai műfüves pálya, Pécs |

| 2013. február 2. 12:00 |

| Pécsi MFC  | 1 – 4               | Ferencváros                              |
| ---------- | ------------------- | ---------------------------------------- |
| Grumić 34' | (1 – 1) Jegyzőkönyv | Čukić 44' Aborah 53' Perić 63' Otten 88' |

| Szekszárdi műfüves pálya, Szekszárd Nézőszám: 600 |

| 2013. február 5. 16:30 |

| NK Novigrad | 0 – 4               | Pécsi MFC                        |
| ----------- | ------------------- | -------------------------------- |
|             | (0 – 2) Jegyzőkönyv | Horváth Zs. 8' 69' 72' Simon 29' |

| Novigrad, Horvátország |

| 2013. február 7. |

| Pécsi MFC  | 1 – 1               | Zvijezda Gradačac |
| ---------- | ------------------- | ----------------- |
| Grumić 81' | (0 – 0) Jegyzőkönyv |                   |

| Pula, Horvátország |

| 2013. február 9. |

| Pécsi MFC     | 2 – 2               | Zvijezda Gradačac |
| ------------- | ------------------- | ----------------- |
| Koller Grumić | (2 – 2) Jegyzőkönyv |                   |

| Rovinj, Horvátország |

| 2013. február 13. |

| Pécsi MFC                                  | 4 – 0               | Višnjevac |
| ------------------------------------------ | ------------------- | --------- |
| Balogh 6' Uzoma 55' Gránicz 59' Grumić 88' | (1 – 0) Jegyzőkönyv |           |

|  |

| 2013. február 13. |

| Pécsi MFC                                       | 6 – 1               | Komlói Bányász |
| ----------------------------------------------- | ------------------- | -------------- |
| Lantos 35' Beke 41' Simon 53' 71' 73' Bailo 62' | (2 – 0) Jegyzőkönyv | Takács 85'     |

|  |

| 2013. február 16. 15:00 |

| Pécsi MFC  | 1 – 0               | NK HAŠK |
| ---------- | ------------------- | ------- |
| Grumić 62' | (0 – 0) Jegyzőkönyv |         |

| Nézőszám: 150 |

| 2013. február 23. |

| Pécsi MFC                   | 3 – 4               | ND Mura 05                          |
| --------------------------- | ------------------- | ----------------------------------- |
| Grumić 70' Wittrédi 82' 90' | (0 – 1) Jegyzőkönyv | Lalovic 17' 52' Cipot 57' Vinko 71' |

| Pécs |

## Külső hivatkozások
- A csapat hivatalos honlapja
- A Magyar Labdarúgó Szövetség honlapja, adatbankja